# نقد سياسي
النقد السياسي (يُشار إليه أيضًا باسم التعقيب السياسي أو النقاش السياسي) هو نقد يختص أو يتعلق بالسياسة، ويشمل السياسات، والساسة، والأحزاب السياسية، وأنواع الحكومات.

## خلاف
ثمة خلاف كبير بشأن ملاءمة النقد السياسي وأهميته في الحضارات، وبخاصة في المجتمعات الديمقراطية.
فمَن يزعمون أنه ذو أهمية كبيرة يؤكدون أن النقاش السياسي يُحدِث تنوعًا في الآراء ويعززه، الأمر الذي يلعب دورًا مهمًا في الديمقراطية الحقيقية. والدستور الأمريكي يُشار إليه عادةً بالداعم لهذا المُعتقَد بضمانه لجميع الشعوب تحت رايته مبادئ عامة مثل حرية التعبير.
أما منتقدو هذه الفلسفة، فيؤكدون أن عامة الناس (أو بعبارة أخرى «المواطن العادي») يفتقرون للمصادر والقدرة على استيعاب الآراء التي تتسم بقدر من الثقافة يكفي لأخذها على محمل الجد. ومن ثم، فإن كثرة هذه الآراء والترويج الحماسي لها لا يسفر سوى عن ارتباك وتعقد في الشؤون السياسية التي يمكن فهمها بسهولة شريطة امتلاك القدر الكافي من المعرفة بالحقائق، أو ينبغي عدم مناقشتها سوى من قِبل مَن يملكون الذكاء الكافي لإيفائها حقها.

## الأساليب
يوجد العديد من الأساليب التي اُستخدِمت على مدار تاريخ تعزيز الآراء السياسية، ومع ظهور أساليب تكنولوجية جديدة، تشكلت أساليب جديدة سواء في التاريخ القديم أو المعاصر. وفيما يلي بعض من أكثر هذه الأساليب شيوعًا:

### الكتب

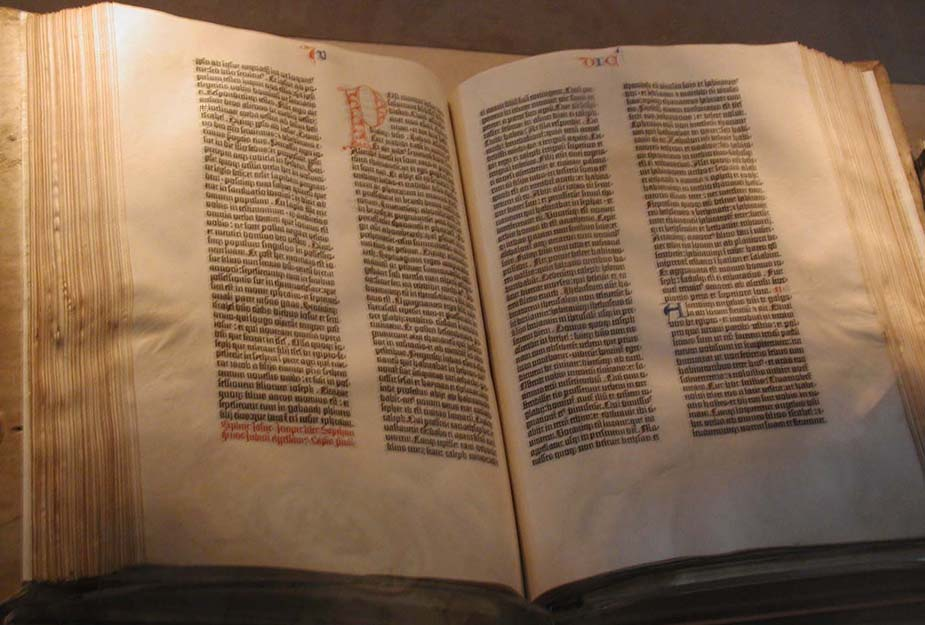
الكتاب المقدس، أحد أكثر الكتب تأثيرًا على مر العصور

لقد كان الأدب على مدار التاريخ أحد أكثر الأساليب (بل وربما أكثرها تأثيرًا على الإطلاق) في تعزيز الآراء السياسية. وهذا النمط من الكتب، الذي أثر في فكر الجموع البشرية وعززته كتب مثل الكتاب المقدس، وكوخ العم توم، والقرآن الكريم، ومذكرات فتاة صغيرة، و1984 وغيرها الكثير من الكتب الأخرى، نُسِب إليه الفضل في العديد من خصائص الكتابة. ورغم أنه ثَبُت أن الكتاب الجيد يمكن أن يستحسنه فكر المرء عن طريق التأمل والأفكار النابعة من الفطرة السليمة، فإن المحرك الأكثر شيوعًا وراء الأدب والكتابة هو التأثير العاطفي للنص الذي يدفع الناس للتفكير بأسلوب معين عن طريق جعلهم يشعرون شعورًا بشكل معين. ويكون لذلك عادةً آثار سياسية هائلة، لا سيما عندما يكون موضوع رد الفعل العاطفي التماسًا للعدالة الأخلاقية، كما يتضح (إذا اتخذنا أمريكا كمثال هنا أيضًا) فيما حدث في أعقاب نشر كوخ العم توم من حيث الآراء الأمريكية في العبودية. ومن هذا الترابط بين الكتب والسياسة، تُستمَد عبارة "القلم أقوى من السيف"".

### التليفزيون والأفلام
منذ ظهور التليفزيون والأفلام في القرن الماضي، ولهما آثار سياسية بعيدة المدى بجميع أنحاء العالم. وتشمل الأفلام والبرامج التليفزيونية المؤثرة برنامج Countdown with Keith Olbermann (العد التنازلي مع كيث أولبرمان)، وفيلم Citizen Kane (المواطن كين)، وأعمال والت ديزن، والهجاء السياسي، مثل الموجود في مسلسل عائلة سيمسون. وشأنه شأن الأدب (انظر أعلاه)، يمكن للفيلم السينمائي أو البرنامج التليفزيوني أن يكون له أثر عاطفي على المشاهدين، مما يجعله أداة لا تُقدَّر بثمن في السياسة. يلاحظ السياسيون والمواطنون العاديون على السواء هذه الميزة، ويستغلونها كثيرًا؛ فالدعاية السياسية على الشاشة الآن لها تأثير على كل شيء، بدءًا من نظرة الأمة لاقتصادها وصولاً إلى أبسط القرارات السياسية والانتخابات.

### الكاريكاتير السياسي
يشتهر الكاريكاتير السياسي (المعروف أيضًا باسم «الكاريكاتير الصحفي») بقدرته على الترويج لآراء سياسية بأساليب هجائية. وفي الكاريكاتير، لا يكون الصراع على استقطاب عقول العامة لفظيًا، وإنما مرئيًا، ويخلِّف انطباعات قوية باستخدام الرموز أو الاستعارات من أجل توصيل رسائل الفنانين.

### وسائل الإعلام الإخبارية
نظرًا لأن الكثير من الناس لا يعرفون سوى القليل عن حضارتهم ووضعها الراهن، فيما عدا ما تخبرهم به وسائل الإعلام، فإن احتمال التأثر عالٍ للغاية مع نشر الصحف، والنشرات الإخبارية، إلخ. وأي انحياز في هذه الوسائل من شأنه تبديل انطباعات الناس بشأن الأحداث الحالية لتتكون لديهم آراء وفهم مختلف عن الفهم والآراء المختارة باستخدام معلومات أكثر دقة.

### الإنترنت
مع ابتكار للإنترنت الحديث، اتسع مجال النقد السياسي اتساعًا كبيرًا ليشمل أي شخص لديه اتصال بالشبكة العنكبوتية العالمية. وفي غضون عقود قليلة، أحدث الإنترنت بالفعل ثورة في السياسة حتى صار في متناول الجماهير الآن ثقافة افتراضية غير محدودة، الأمر الذي يسمح لهم باختيار جوانب السياسة الحالية التي يرغبون في البحث عنها بأقل مجهود ممكن.
وقد ساعدت الوسائل الكثيرة لتبادل الأفكار، مثل المدونات ومنتديات الإنترنت]، في توسيع نطاق الجدل السياسي ليشمل أي شخص يهتم بالمساهمة فيه. هذه القدرة والسرعة في تدفق الأفكار غيّرت بالفعل من اتصال الأحزاب السياسية الدائم بالناخبين.

## وصلات خارجية
- The Effect of Propaganda at the Encyclopædia Britannica
- Free political discussion